# Laura Berlin
Laura Berlin (Berlino, 13 marzo 1990) è un'attrice e modella tedesca.

## Biografia
Laura è nata e cresciuta a Berlino. All'età di 15 anni è stata scoperta da un'agenzia di modelle e ha lavorato nel corso di formazione come modella. Due anni più tardi entra a far parte dell'agenzia VIVA models, tra gli altri marchi di moda per cui sfila ci sono: Hugo Boss, Balenciaga, Michalsky e Fornarina. Attualmente lavora per la IMG Models ed è un'assidua frequentatrice di Parigi e Milano. Già all'età di diciassette anni, è apparsa sulla copertina dell'edizione italiana di Elle. Inoltre è apparsa in numerosi editoriali e campagne seguite in prestigiose riviste di moda.
Inizia a recitare frequentando la teatro scuola e coaching privati, tra le prime esperienze di recitazione, c'è stato il ruolo di Biancaneve nell'omonimo film tv andato in onda su ARD diretto da Thomas Freundner. Così ha fatto il suo debutto come attrice in televisione e ha recitato con grandi attori tedeschi: come Sonja Kirchberger, Jaecki Schwarz, Martin Brambach e Jörg Schüttauf. Inoltre lavora con un'agenzia che agisce nel campo cinematografico, infatti ci sono stati altri progetti cinematografici e televisivi. Nel 2012 è stata scelta per interpretare Charlotte Montrose nella trasposizione cinematografica di Red, primo capitolo della Trilogia delle gemme di Kerstin Gier, nelle sale tedesche dal 14 marzo 2013 con il titolo Ruby Red. Nel 2013 viene scelta per interpretare Ingrid nel film Sapore di te diretto da Carlo Vanzina. Nel 2022 interpreta la regina Emma di Normandia nella serie Valhalla, sequel del successo televisivo  Vikings.

## Filmografia

### Cinema
- Atman, regia di Jimmy Grassiant – cortometraggio (2009)
- Eternalsoul.org – cortometraggio (2010)[3]
- Ruby Red (Rubinrot), regia di Felix Fuchssteiner (2013)
- Beautiful Life – cortometraggio (2013)
- Sapore di te, regia di Carlo Vanzina (2014)
- Ruby Red II - Il segreto di Zaffiro (Saphirblau), regia di Felix Fuchssteiner (2014)
- Ruby Red III - Verde smeraldo (Smaragdgrün), regia di Felix Fuchssteiner  (2016)
- Immenhof - L'avventura di un'estate (Immenhof – Das Abenteuer eines Sommers), regia di Sharon von Wietersheim (2019)

### Televisione
- Biancaneve (Schneewittchen) – film TV, regia di Thomas Freundner (2009)
- Tod einer Schülerin – film TV (2010)
- Vater aus heiterem Himmel – film TV (2010)
- Hamburg Distretto 21 – serie TV (2010-2019-2021)
- SOKO Wismar – serie TV, 2 episodi (2011-2012)
- Squadra Speciale Stoccarda – serie TV, 1 episodio (2011)
- Squadra speciale Lipsia – serie TV, 1 episodio (2013)
- Vikings: Valhalla - serie TV (2022-2024)